# LGBT práva na Seychelách
Lesby, gayové, bisexuálové a translidé (LGBT) na Seychelách se setkávají s právními komplikacemi neznámými pro většinové obyvatelstvo. Pohlavní styk mezi osobami stejného pohlaví je legální.

## Stejnopohlavní sexuální styk
V sekce 151 trestního zákona je mj. uvedeno: „Kdo (a) vykoná smilstvo proti zákonům přírody s jinou osobou; nebo ... (c) přiměje muže spáchat výše uvedený trestný čin s ním ..., bude potrestán odnětím svobody v délce trvání 14 let.“
O souloži mezi ženami se Sekce 151, ani jiný seychelský trestní zákon nezmiňuje.:s.34
V říjnu 2011 přistoupila vláda na brzkou dekriminalizaci homosexuality, a to v době, kdy na to bude ona sama spolu s občanou společností připravená. V roce 2015 oznámila vláda svůj záměr zpracovat nový návrh zákona. K tomu mělo dojít během několika málo měsíců. Generální prokurátor jasně vyloučil možnost plebiscitu. 18. května 2016 byl odsouhlasen nový zákon. K úplnému uvedení do používání musel být návrh podepsán také prezidentem.

## Stejnopohlavní soužití
Seychelská republika neuznává stejnopohlavní manželství, registrované partnerství, ani jinou formu stejnopohlavního soužití.

## Ochrana před diskriminací na pracovišti
Zákon o zaměstnanosti z roku 1995 zakazuje diskriminaci jiných sexuálních orientací v pracovněprávních vztazích. Toto ustanovení bylo zahrnuto také do zákona v roce 2006.:s.15; poznámka pod čarou č. 55 Zákon stanoví následující:
- Sekce 2. Pro účely tohoto zákona se za "harašment" považuje takové nepřátelské jednání, projevy a gestikulace jedné osoby vůči druhé, které jsou založeny na její sexuální orientaci a nepříznivě poškozují její důstojnost natolik, že se cítí poníženě, ohroženě či jinak nepřístojně;
- Sekce 46A. (1) Pokud zaměstnavatel vydá nějaké rozhodnutí proti zaměstnanci kvůli jeho sexuální orientaci, je zaměstnanec oprávněn tuto skutečnost oznámit výkonnému řediteli, který se po objektivním zvážení situace začne jeho případem zabývat.

## Adopce dětí
Manželské páry a svobodní jedinci smějí adoptovat děti.

## Souhrnný přehled
| Legální stejnopohlavní styk                                                             | (2016) |
| Stejný věk legální způsobilosti k pohlavnímu styku pro obě orientace                    | Yes    |
| Anti-diskriminační zákony v zaměstnání                                                  | (2016) |
| Anti-diskriminační zákony v přístupu ke zboží a službám                                 | No     |
| Anti-diskriminační zákony v ostatních oblastech (homofobní urážky, zločiny z nenávisti) | No     |
| Stejnopohlavní manželství                                                               | No     |
| Jiná forma stejnopohlavního soužití                                                     | No     |
| Adopce dítěte partnera                                                                  | No     |
| Společná adopce dětí stejnopohlavními páry                                              | No     |
| Gayové a lesby smějí otevřeně sloužit v armádě                                          |        |
| Možnost změny pohlaví                                                                   |        |
| Přístup k umělému oplodnění pro lesbické ženy                                           |        |
| Náhradní mateřství pro gay páry                                                         |        |
| MSM smějí darovat krev                                                                  | No     |